# François Streel
Pour les articles homonymes, voir Streel.
François Joseph Guillaume Streel, né le 29 septembre 1859 à Alleur et mort le 1er janvier 1900 à Waremme, était un représentant belge.

## Biographie
Streel a obtenu son doctorat en droit et est devenu juge de paix.
Il épousa Marie Grégoire et ils eurent 4 enfants : Hubert Streel en 1893, Paul Streel en 1894, Jean Strel en 1894 et Guillaume Streel en 1897
En mai 1898, il fut élu représentant catholique de l'arrondissement de Waremme. Il n'avait que quarante ans lorsqu'il mourut un an et demi plus tard.